# Goniothalamus lanceolatus
Goniothalamus lanceolatus este o specie de plante din genul Goniothalamus, familia Annonaceae, descrisă de Friedrich Anton Wilhelm Miquel. Conform Catalogue of Life specia Goniothalamus lanceolatus nu are subspecii cunoscute.